# Живлення (зброя)
Живлення патронами (або боєпостачання) стрілецької зброї ручного перезарядження, самозарядного або автоматичного здійснюється за допомогою магазинів, обойм або стрічок.
- Кулеметна стрічка — стрічка, споряджена патронами для боєпостачання стрілецької зброї, зазвичай — кулемета. Стрічка служить для з'єднання патронів разом. При стрічковому живленні подача патронів здійснюється за рахунок енергії кулемета або за допомогою спеціального привода.
- Магазин — у вогнепальній багатозарядній зброї (карабінах, гвинтівках, пістолетах, кулеметах, автоматичних гарматах тощо) — це коробка, диск, барабан або трубка, яка служить для розміщення патронів у певному порядку.
- Обойма з патронами для боєпостачання стрілецької зброї з не виділенням магазином (пістолет, карабін, гвинтівку, автоматичних гармати).
- Пачка патронна (обойма з патронами для гвинтівки з пачковим заряджанням).

## Револьвер
У револьверів живлення здійснюється за допомогою барабана. Барабан є циліндром з каморами, в які заряджаються патрони, що обертається навколо своєї поздовжньої осі. Отже, всі патрони в барабані перебувають у індивідуальних патронниках.